# Posnet Polska
Posnet (pełna nazwa Posnet Polska S.A.) – polski producent urządzeń fiskalnych. Spółka istnieje od 1993 roku. Ma siedzibę przy ul. Municypalnej 33 w Warszawie.

## Działalność
Głównym obszarem działania przedsiębiorstwa jest produkcja i sprzedaż urządzeń fiskalnych oraz dystrybucja urządzeń wspomagających handel ( skanery kodów kreskowych, monitory dotykowe, drukarki paragonowe, kolektory danych itd.). Urządzenia te umożliwiają tworzenie kompletnych rozwiązań dla takich sektorów gospodarki jak: retail, HoReCa, transport i logistyka, służba zdrowia czy administracja publiczna.
Poza projektowaniem, produkcją i dystrybucją urządzeń, Posnet zajmuje się obsługą serwisową, udziela klientom wsparcia technicznego oraz porad w zakresie kompleksowych rozwiązań sprzedażowych. Posnet jest dystrybutorem urządzeń takich firm jak: Honeywell, Liyama.

### Struktura
Spółka posiada 6 oddziałów w całym kraju (Gdańsk, Katowice, Lublin, Łódź, Warszawa, Wrocław) zatrudnia ponad 250 pracowników, a swoje produkty sprzedaje poprzez sieć 1700 autoryzowanych dealerów i przedstawicieli handlowych. Posnet jest właścicielem Lubelskich Fabryk Wag – FAWAG oraz spółki Krypton Polska. Spółka ta zajmuje się konstruowaniem zaawansowanych rozwiązań w zakresie bezpieczeństwa teleinformatycznego.